# St. Simon und Judas Thaddäus (Sparnberg)

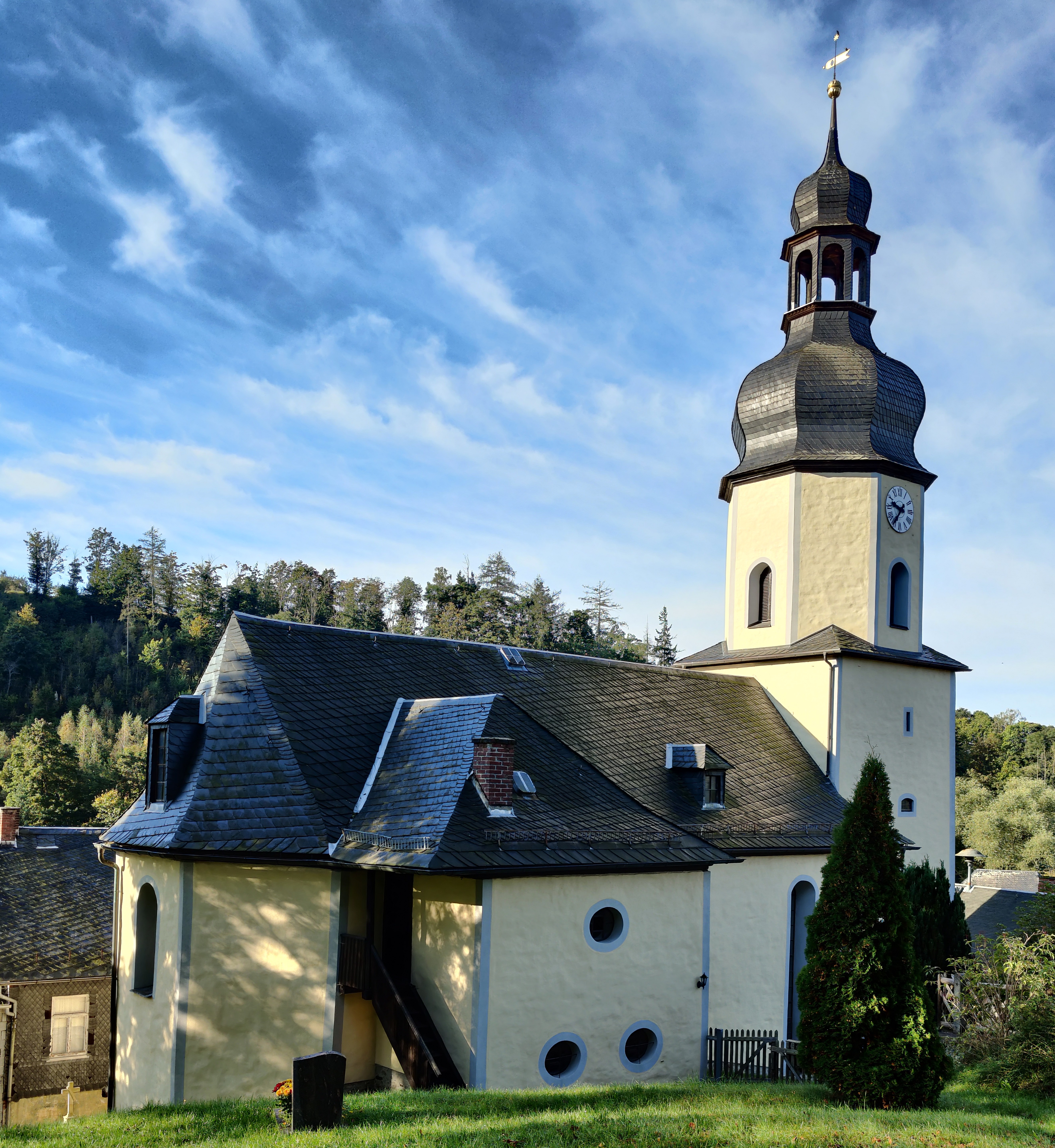
St. Simon und Judas Thaddäus

Die evangelische Dorfkirche St. Simon und Judas Thaddäus steht im Ortsteil Sparnberg der Stadt Hirschberg im Saale-Orla-Kreis in Thüringen.

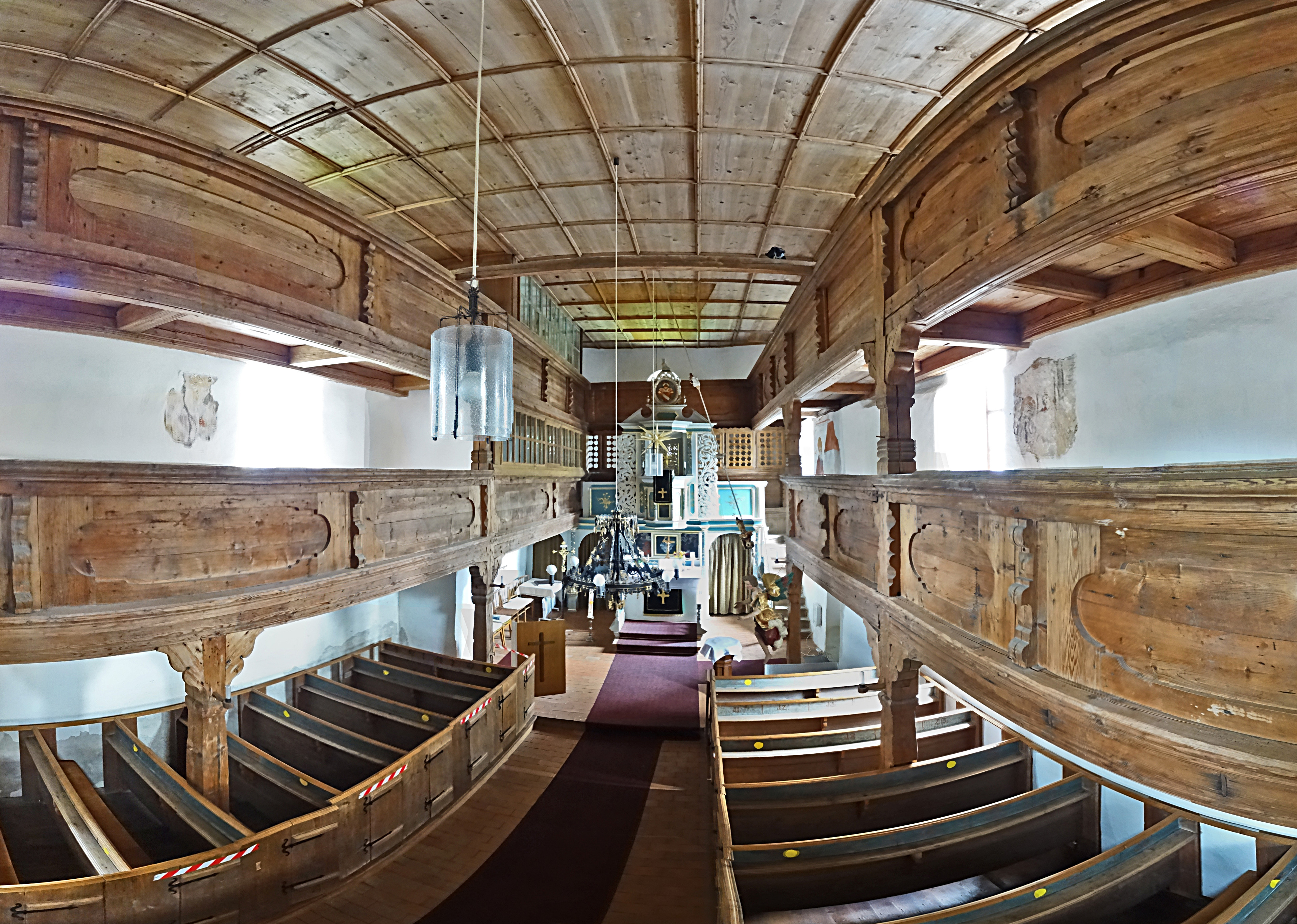
Innenraum (2021)

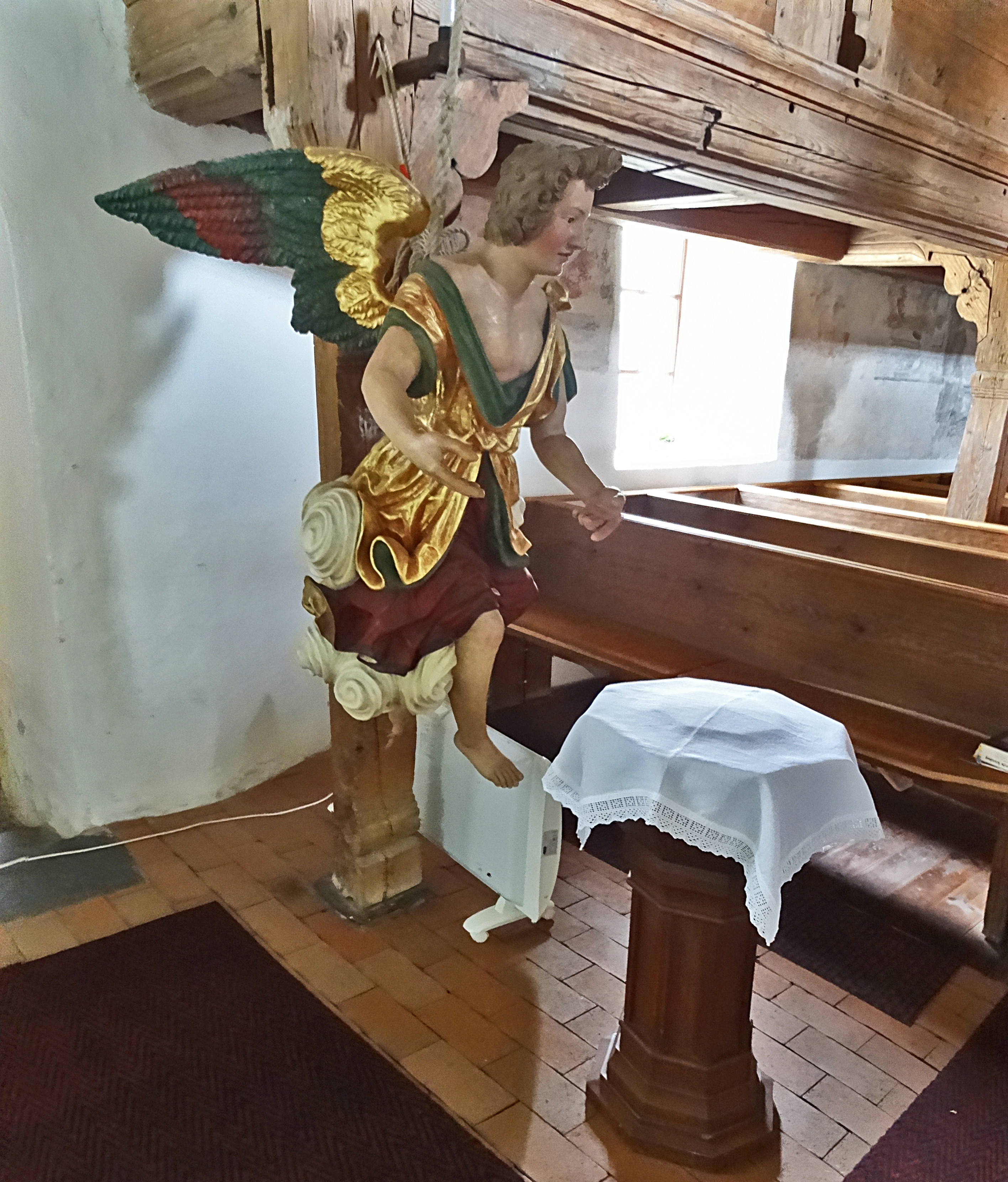
Taufengel

## Geschichte und Beschreibung
Die Kirche steht auf einem Hügel unweit der Burgruine Sparnberg. Durch die Erhebung und den durch eine Tormauer gesicherten Eingangsbereich trägt sie Züge einer Wehrkirche. Die im Wesentlichen spätgotische Saalkirche mit ihrem polygonalen östlichen Abschluss und Westturm entstand in den Jahren 1437 bis 1439. Zur Ausstattung zählen ein Kanzelaltar und ein Taufengel, die typische für den Großraum um Hof sind und der Bildhauerfamilie Knoll zugerechnet werden dürften. Der Altar trägt Wappen der Familie von Reitzenstein und Zedtwitz. Wegen der Nähe zur innerdeutschen Grenze erfolgten in der Zeit der DDR keine Instandhaltungsmaßnahmen. In den 2000er Jahren erfolgte eine umfassende Renovierung bei der auch Fresken freigelegt wurden.
Ursprünglich gehörte die Kirche zur Urpfarrei Berg. Sie behauptete seit 1626 das Parochialrecht über die Orte Arlas, Pottiga, Blankenberg und einige kleine Siedlungen jenseits der Saale. Erst 1856 konnte sich Sparnberg von der Berger Pfarrei lösen.

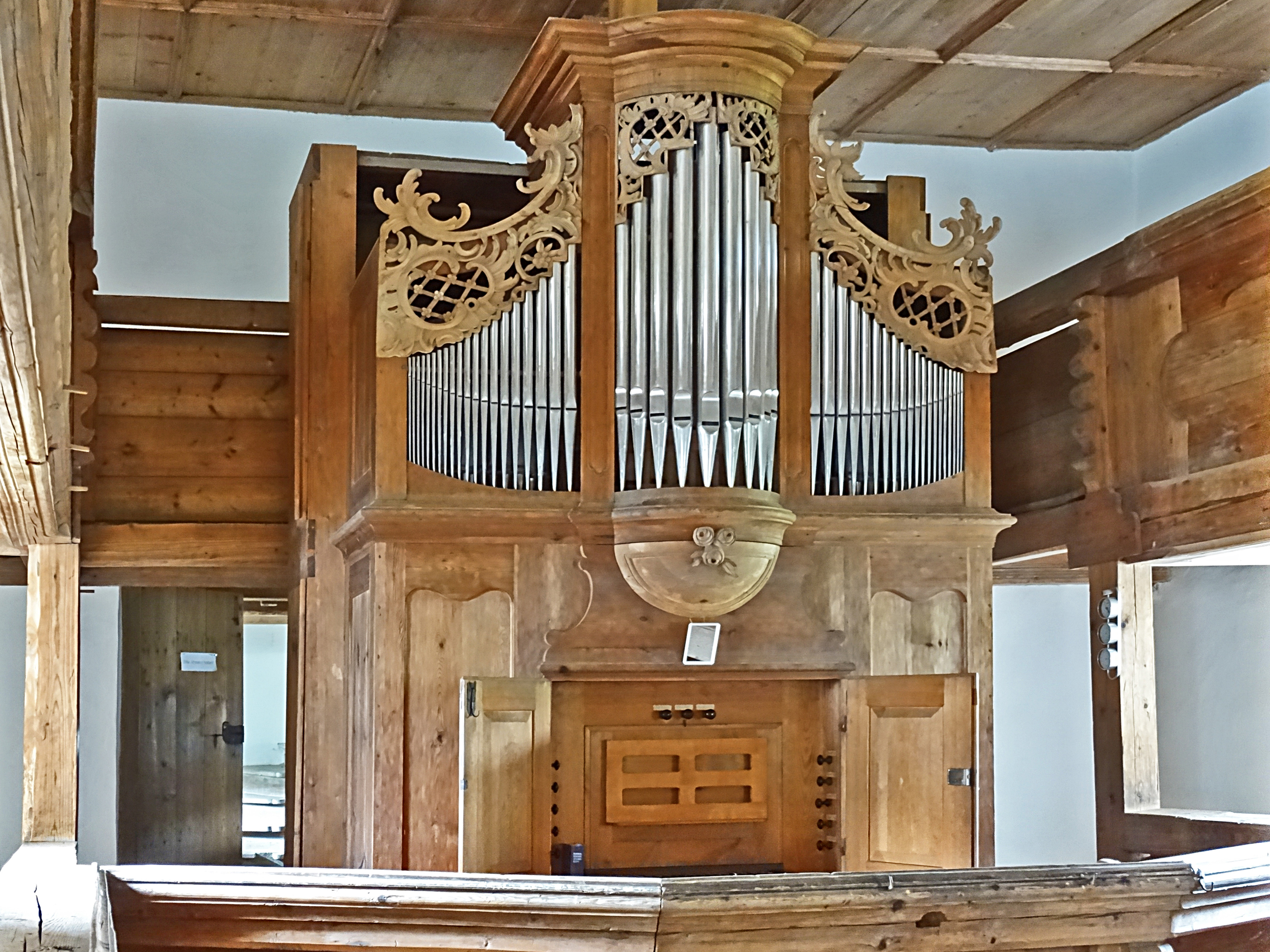
Heidenreich-Orgel

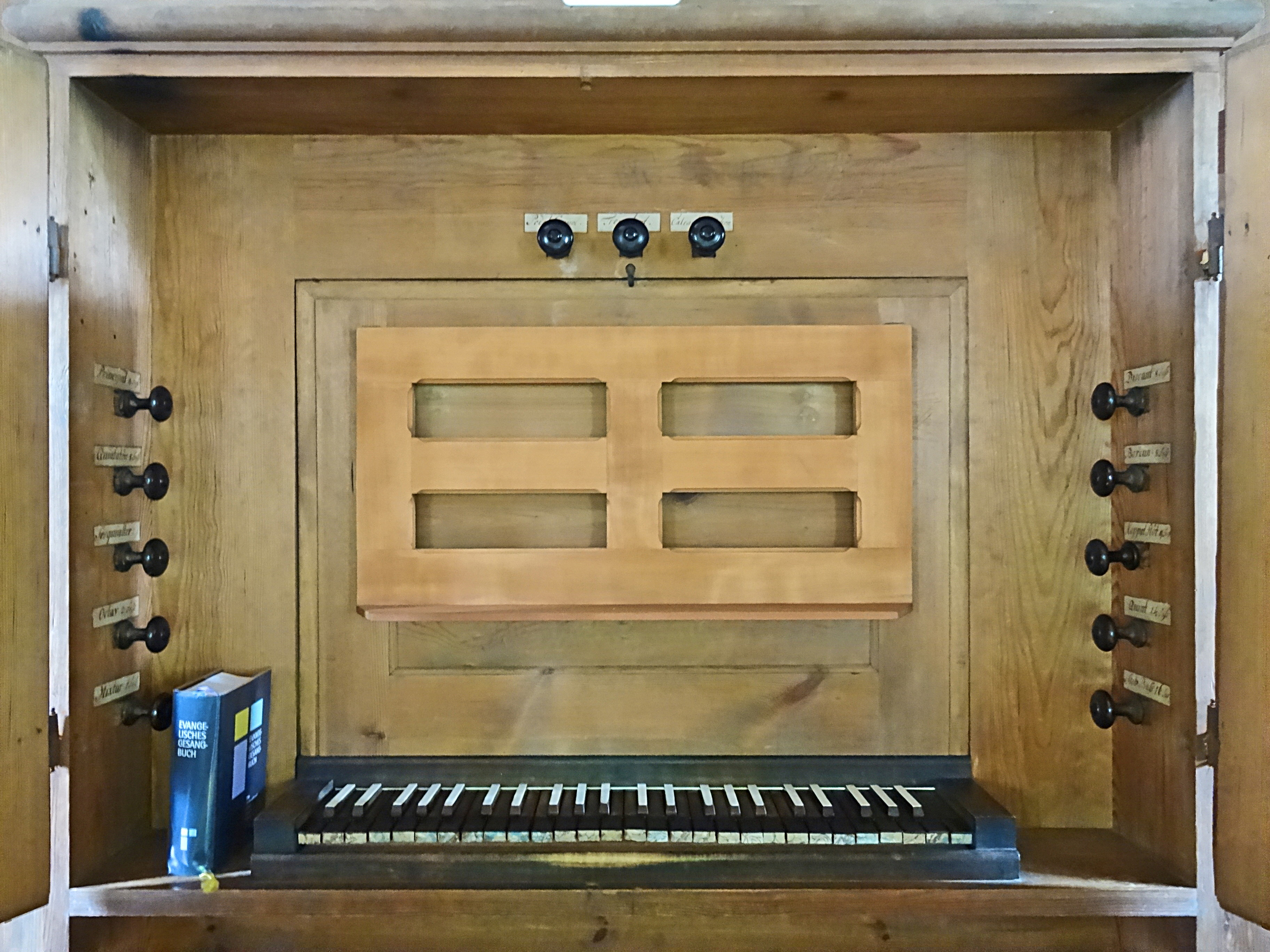
Spielschrank der Orgel

## Orgel
Akten zur Baugeschichte der Orgel fehlen vollständig. Sie ist wahrscheinlich ein Werk von Friedrich Heidenreich aus Hof und wurde nach 1786 gebaut. In diesem Jahr hatte er das Vorgängerinstrument als unreparabel eingestuft. Beim Markgraf Alexander von Ansbach-Bayreuth wurde sodann eine Neuanschaffung beantragt. Auch ein Vergleich mit Baumerkmalen der Orgel in Döhlau unterstützt diese Zuschreibung. Zu dieser Zeit hatte Heidenreich bereits die Werkstatt seiner beiden Lehrmeister Johann Jacob Graichen († 1760) und Johann Nikolaus Ritter († 1782) als Geschäftsführer weitergeführt. Die Orgel blieb nahezu unverändert erhalten und verfügt über zehn Register, die auf ein Manual und Pedal verteilt sind. Eine Instandsetzung fand 1998/1999 statt, die Restaurierung folgte 2013. Die Arbeiten wurden durch Orgelbau Waltershausen ausgeführt. Die Disposition lautet wie folgt:
| I Manual C–c3  |       |
| Discant D      | 8′    |
| Bordun         | 8′    |
| Quintatön      | 8′    |
| Principal      | 4′    |
| Koppelflöte    | 4′    |
| Octav          | 2′    |
| Quint          | 1 ⁄2′ |
| Sesquialter II |       |
| Mixtur III     | 1′    |

| Pedal C–c1 |     |
| Subbaß     | 16′ |

- Koppel: I/P
- Tremulant, Calcant